# Костамаренга (Парма)
Костамаренга је насеље у Италији у округу Парма, региону Емилија-Ромања.
Према процени из 2011. у насељу је живело 65 становника. Насеље се налази на надморској висини од 213 м.